# Torneo de Francia (tenis)
Torneo de Francia, es el nombre dado al torneo de tenis de campeonato francés anual en Roland Garros durante Segunda Guerra Mundial. El torneo se jugó en las mismas pistas de los campeonatos anteriores y subsiguientes a este periodo. Aun así estos torneos entre 1941–44 realizados en lo que se calificó como zona ocupada, nunca han sido reconocidos por el Open de Francia organizador de torneo, la Federación Francesa de Tenis, y las principales organizaciones de tenis.

## Vencedores individuales masculinos
| Año  | Campeón            | Campeón           | Finalista          | Finalista         | Resultado          |
| ---- | ------------------ | ----------------- | ------------------ | ----------------- | ------------------ |
| 1941 | Bandera de Francia | Bernard Destremau | Bandera de Francia | Robert Ramillon   | 6–4, 2–6, 6–3, 6–4 |
| 1942 | Bandera de Francia | Bernard Destremau | Bandera de Francia | Marcel Bernard    |                    |
| 1943 | Bandera de Francia | Yvon Petra        | Bandera de Francia | Henri Cochet      |                    |
| 1944 | Bandera de Francia | Yvon Petra        | Bandera de Francia | Henri Cochet      |                    |
| 1945 | Bandera de Francia | Yvon Petra        | Bandera de Francia | Bernard Destremau | 7–5, 6–4, 6–2      |

## Vencedores de individuales femeninos
| Año  | Campeón               | Campeón                  | Finalista             | Finalista                | Resultado |
| ---- | --------------------- | ------------------------ | --------------------- | ------------------------ | --------- |
| 1941 | Bandera de Luxemburgo | Alice Weiwers            | Bandera de Francia    | Anne-Marie Seghers       | 6–3, 6–0  |
| 1942 | Bandera de Luxemburgo | Alice Weiwers            | Bandera de Suiza      | Lolette Payot            | 6–4, 6–4  |
| 1943 | Bandera de Francia    | Simone Iribarne Lafargue | Bandera de Luxemburgo | Alice Weiwers            | 6–1, 7–5  |
| 1944 | Bandera de Francia    | Raymonde Veber           | Bandera de Francia    | Jacqueline Patorni       | 6–4, 9–7  |
| 1945 | Bandera de Suiza      | Lolette Payot            | Bandera de Francia    | Simone Iribarne Lafargue | 6–3, 6–4  |